# Марк Требоній
Марк Требоній (лат. Marcus Trebonius; IV століття до н. е.) — політичний, державний і військовий діяч Римської республіки; військовий трибун з консульською владою (консулярний трибун) 383 року до н. е.

## Біографічні відомості
Походив з плебейського роду вершників Требоніїв. Про батьків, молоді роки Марка Требонія відомості не збереглися.
383 року до н. е. його було обрано військовим трибуном з консульською владою разом з Луцієм Валерієм Публіколою, Сервієм Сульпіцієм Руфом, Авлом Манлієм Капітоліном, Луцієм Лукрецієм Триципітіном Флавом і Луцієм Емілієм Мамерціном. Він став єдиним плебеєм серед тогорічних трибунів, які були патриціями. Під час цієї каденції спалахнули декілька повстань (вольски, пренестіни, ланувії) проти Римської республіки, але військові дії не проводили через голод та моровицю, які виникли в Римі.
Про подальшу долю Марка Требонія відомостей немає.